# Мацей Леп'ято
Мацей Леп'ято (пол. Maciej Lepiato, нар. 18 серпня 1988 у Познані) — польський паралімпійський спортсмен, який народився з інвалідністю на лівій нозі. Він почав займатися спортом у 2010 році і тренує як стрибки у висоту, так і стрибки у довжину. Він виграв дві золоті медалі у стрибках у висоту серед чоловіків — F46 на літніх паралімпійських іграх 2012 та 2016 років.

## Виступи на Паралімпійських іграх
| 2012 Лондон (Велика Британія)  | – | Золото — стрибки у висоту (F46) |
| 2016 Ріо-де-Жанейро (Бразилія) | – | Золото — стрибки у висоту (F46) |

## Рекорди
- Стрибки у висоту (stadion) — 2,22 (2013)
- Стрибки у висоту (hala) — 2,19 (2014)

## Відзнаки
- Орден Відродження Польщі у 2016[5]